# 群馬縣護國神社
群馬縣護國神社（ぐんまけんごこくじんじゃ）は、群馬県高崎市にある神社（護国神社）である。明治維新から第二次世界大戦までの群馬県出身関係の戦没者47274柱を祀る。

## 概要
明治42年（1909年）に群馬県招魂会が結成され、高崎公園内の英霊殿で毎年招魂祭を行っていた。昭和14年（1939年）制度改革により県ごとに護国神社を建てることになり、7月5日に群馬縣護國神社造営委員会が発足、昭和16年（1941年）11月8日に内務大臣指定護国神社に指定され、同年11月19日に支那事変に至るまでの戦死者3573柱を合祀した鎮座祭が行われた。その後大東亜戦争関係の戦没者を合祀し、現在は47274柱が祀られている。
第二次大戦後のGHQ占領下においては誠霊廟、後に上野神社と改称した。独立後の昭和29年（1954年）7月12日に元の社名に復した。
平成8年（1996年）7月1日、神社本庁の別表神社に加列された。
- 毎年五月上旬に雅楽管絃祭「管絃の夕べ」が無料で開かれている。
- 平成21年3月には特攻勇士の像が建立された。

## 祭神の対象となっている戦役
- 維新前後(元治元年‐明治2年)
- 熊本の乱(明治9年)
- 西南の役(明治10年)
- 日清戦役(明治27年‐28年)
- 北清戦役(明治33年‐34年)
- 日露戦役(明治37年‐38年)
- 韓国暴走鎮圧事件(明治40年‐42年)
- 台湾理蕃(明治29年‐大正3年)
- 大正三乃至九年戦役(第一次世界大戦シベリア事変)
- 済南事変(昭和3年)
- 満州事変(昭和6年‐11年)
- 支那事変乃大東亜戦争